# Muzahim el Patschatschi

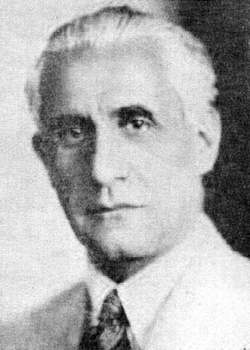
Muzahim el Patschatschi

Muzahim Amin el Patschatschi (arabisch مزاحم الباجه جي Muzahim Amin al-Badschadschi; * 22. September 1891 in Bagdad; † 23. September 1982 in Genf, Schweiz) war ein nationalistischer Staatsmann und Diplomat im Königreich Irak, der sich gegen das Osmanische Reich und gegen Israel engagierte.

## Leben
Patschatschi entstammte einer wohlhabenden Familie und besuchte die Rechtsschule in Bagdad. Er organisierte 1912 den arabisch-nationalistischen Kulturklub, zu dessen Mitgliedern unter anderem der osmanische Gouverneur und spätere irakische Innenminister Talib al-Naqib, Hamdi al-Patschatschi und der Dichter und spätere Politiker Muhammad Ridha gehörten. Nachdem britische Soldaten 1917 Mesopotamien besetzten, arbeitete el Patschatschi für die Besatzungstruppen als Übersetzer sowie später als Anwalt. 1924 wurde el Patschatschi zum Abgeordneten der Verfassunggebenden Versammlung des Irak gewählt und erarbeitete die Verfassung des Irak mit. Er wurde noch im selben Jahr zum Arbeitsminister ernannt, was er bis 1925 blieb. Bis 1927 war er Abgeordneter im irakischen Parlament, danach bis 1928 Botschafter in Großbritannien. 1930 war er kurzzeitig Innenminister. In dieser Rolle versuchte er, den anglo-irakischen Vertrag zu verhindern.
Von 1933 bis 1935 war er Vertreter des Irak beim Völkerbund, danach bis 1939 Botschafter in Italien und anschließend bis 1942 in Frankreich. In dieser Zeit baute er Kontakte zur Sowjetunion auf und trat der Liga gegen Imperialismus von Virendranath Chattopadhyaya bei. Nach der Besetzung Frankreichs ging el Patschatschi in die Schweiz. Mit der Zeit baute er in den 1940er Jahren Sympathien für die Palästinenser auf und lehnte schließlich den von den Vereinten Nationen verhandelten Waffenstillstand in Palästina ab.
Am 26. Juni 1948 wurde er vom König zum Premierminister ernannt, dabei führte er die Arabische Befreiungsarmee im Palästinakrieg. Jedoch wurde el Patschatschis Regierung schon am 6. Januar 1949 abgesetzt. Im selben Jahr noch wurde el Patschatschi von Nuri as-Said zum stellvertretenden Premierminister ernannt, zugleich war er bis 1950 Außenminister. Patschatschi lehnte das Ausbürgerungsgesetz von 1951 ab, das über 100.000 irakische Juden zwang, ohne Mitnahme ihres Vermögens das Land zu verlassen. Er verließ in diesem Jahr selbst den Irak und kehrte erst nach dem blutigen Militärputsch General Kassems 1958 ins Land zurück.
Nach 1958 unterstützte Patschatschi den Panarabismus von Gamal Abdel Nasser, obwohl er selbst politisch nicht mehr aktiv wurde. Sein Sohn Adnan diente seit dem Sturz des Diktators Saddam Hussein und seines Premierministers Ahmad Hussein Chudair 2003 ebenfalls als Politiker und Diplomat.